# Орден «За інтелектуальну відвагу»
Орден «За інтелектуальну відвагу» — срібний орден, який щорічно вручається Капітулою незалежного культурологічного часопису «Ї» на традиційній щорічній передноворічній імпрезі «Межа Року». Кавалерами ордену є 46 осіб (станом на 01.05.2021).
Ідея відзнаки «За інтелектуальну відвагу» належить Тарасу Возняку, головному редактору Журналу «Ї» та Олесеві Пограничному, членові редакції Журналу «Ї», журналістові. Виникла ідея у 1995 році.
Капітула Журналу «Ї» зазначає, що вона не «вручає» орден, а просить номінантів отримати його як вияв пошани і подяки за чин, а також як визнання важливості номінанта для інтелектуального середовища України.
Є два види відзнаки Капітули Журналу «Ї»: Орден «За інтелектуальну відвагу» та відзнака «За добру справу»
Головою Капітули Журналу «Ї» від 2001 року є Олесь Пограничний.
На 2021 рік членами Капітули Журналу «Ї» є:
Олесь Пограничний — журналіст, секретар Польсько-Українського «Медіа Товариства» (Львів)
Антін Борковський — журналіст, політолог (Львів)
Юрій Ланюк — композитор, професор Львівської національної музичної академії ім.. М. В. Лисенка (Львів)
Мирослав Маринович — філософ, правозахисник, віце-ректор Українського Католицького університету, дисидент радянських концтаборів (Львів)
Михайло Москаль — художник, дизайнер, креативний менеджер (Львів)
Ірина Старовойт — літературознавиця, поетка, перекладачка, викладачка УКУ (Львів)
Андрій Павлишин — перекладач, викладач Українського католицького університету (Львів)
Тарас Возняк — головний редактор Журналу «Ї», генеральний директор Львівської національної галереї мистецтв ім. Б. Г. Возницького (Львів)
Михайло Комарницький — директор видавництва «Літопис» (Львів)
Віктор Кушніренко — директор Фонду «Підгорецький замок» (Львів)
Андрій Юраш — історик, релігієзнавець (Львів-Київ)
Олег Яськів — Директор Центру імені митрополита Андрея Шептицького Українського католицького університету (Львів)
Тарас Плахтій — політолог (Львів)
Юрко Прохасько — літературознавець, перекладач (Львів)

## Кавалери ордену
| 2001 рік |
| Борис Тарасюк, дипломат, екс-міністр закордонних справ України |
| Наталя Яковенко, історик, доктор історичних наук, професор НУ «Києво-Могиянська академія» |
| 2002 рік |
| Емма Андієвська, письменниця, малярка. Нагороджена за «послідовність, невтомність та значний внесок у модернізацію української культури» |
| Мирослав Попович, філософ, доктор філософських наук, академік НАН України. Нагороджений за «значний внесок у поглиблення і розвиток європейськості української політичної та філософської думки» |
| 2003 рік |
| В'ячеслав Брюховецький, літературознавець, професор НУ «Києво-Могиянська академія», президент Національного університету «Києво-Могилянська академія» |
| Роман Віктюк, театральний актор, режисер |
| 2004 рік |
| Мирослав Маринович, релігієзнавець, директор Інституту релігії та суспільства Українського католицького університету. Нагороджений за «несхибність інтелектуальної та духовної постави, за чесність життєвої дороги, за гідний взірець високого духу і чину для молоді» |
| Григорій Грабович, літературознавець, професор Гарвардського університету. Нагороджений за «свідоме і наполегливе впроваджування модерних і вільних від будь-якої гіпокризії способів трактувати українську культуру та її чільних постатей», за «мужність і незворушність щодо незрідка неприхильного і закостенілого сприйняття», за «створення взірцевого часопису культурної і суспільної критики, що вирішальним чином прилучився до витворення релевантних і неупереджених дискурсів» |
| Валентин Сильвестров, композитор. |
| 2005 рік |
| Анджей Нікодемович, композитор, професор Люблінського Католицького Університету. Нагороджений за «створення видатної музичної школи сучасности, мужність духа, цілість життєвої постави», за «плекання тяглости львівських музичних традицій попри і наперекір катастрофам ХХ століття» |
| Борис Ґудзяк, професор, отець-ректор Українського католицького університету. Нагороджений за «натхненну моральну поставу», за «подиву гідну самопосвяту», за «інтелектуальний внесок у богословіє», за «створення одного з провідних українських осередків вільної думки і вільного духу, незамінної громадянської і академічної інституції — Українського Католицького університету у Львові»                                                                                              |
| Павло Чучка, мовознавець, кандидат філологічних наук. Нагороджений за «усвідомлення глибинного зв'язку між правдивим гумором і правдивою мужністю, відважну громадянську поставу», за «творення неповторного теплого і милого нам галичанам образу українського Закарпаття» |
| 2006 рік |
| Євген Захаров. Нагороджений за «послідовну і несхибну мужність в обороні прав людини і громадянина» |
| Роман Петрук. Нагороджений за «створення унікальних пластичних образів — втілення величі людського духу» |
| Богдан Осадчук, історик, політолог, публіцист |
| 2007 рік |
| Мустафа Джемілєв, народний депутат України, голова Меджлісу кримськотатарського народу. Нагороджений за «наполегливу, послідовну, несхибну і невпинну мужність у відновленні і збереженні національної і громадянської гідності кримськотатарського народу в Україні» |
| Леонід Фінберг, громадський діяч. Нагороджений за «видання найбільшої в Україні серії філософсько-релігійних і інтелектуальних текстів», за «організацію конструктивного інтелектуального українсько-єврейського діалогу» |
| 2008 рік |
| Ігор Ісіченко, правлячий архієрей Харківсько-Полтавської архиєпархії УАПЦ. Нагороджений за «мужнє обстоювання принципу автокефалії українського Православ'я й за успішне втілення в життя нового образу Православ'я в житті Харківсько-Полтавської архиєпархії Української Автокефальної Православної Церкви» |
| Анатолій Гриценко, Голова Комітету Верховної Ради України з питань національної безпеки і оборони, екс-міністр оборони України. Нагороджений за «привнесення вагомої інтелектуальної та етичної компоненти в українське політичне життя і твердість у відстоюванні вартостей євроатлантичної цивілізації» |
| 2009 рік |
| Оксана Пахльовська, письменниця, культуролог і громадська діячка. Нагороджена «за утвердження українства й інтегрування його в європейське життя у публіцистичних творах 1992—2006 рр. зокрема на сторінках 600-сторінкового тому „Ave, Europa!“» |
| Андрій Содомора, поет, письменник, перекладач. Нагороджений «за багаторічний чин створення тексту, контексту і додаткових інтерпретацій античної літератури українською мовою». |
| Ігор Шевченко, історик-візантолог, дійсний член НТШ, УВАН, член-кореспондент Американської Академії наук і мистецтв. |
| 2010 рік |
| Ярослав Грицак, історик |
| Александра Гнатюк, українознавець, перекладачка |
| Мойсей Фішбейн, поет, перекладач |
| 2011 рік |
| Богдан Гаврилишин, економіст та громадський діяч |
| Богдан Сорока, художник-графік, громадський діяч |
| 2012 рік |
| Кармелла Цепколенко, композитор, організатор фестивалів і концертів |
| Костянтин Сігов, науковець та громадський діяч |
| Микола Княжицький, журналіст, керівник телеканалу TBi |
| 2013 рік |
| Руслана Лижичко, співачка, диригент, продюсер, громадський діяч, активістка Євромайдану |
| 2014 рік |
| Богуміла Бердиховська, польська публіцистка, громадська діячка, політолог, автор (Варшава) |
| Сергій Дацюк, український філософ, громадський діяч, блогер. |
| 2015 рік |
| Влад Троїцький, режисер |
| Тіберій Сільваші, художник |
| 2016 рік |
| Іза Хруслінська, журналістка |
| Тарас Прохасько, письменник |
| 2017 рік |
| Оксана Линів, диригент |
| Павел Смоленський, журналіст |
| Євген Бистрицький, філософ |
| 2018 рік |
| Йосиф Зісельс, громадський діяч |
| Патріарх Філарет, православний церковний діяч |
| 2019 рік |
| Тамара Гундорова, літературознавець |
| Олександр Ройтбурд, художник |
| Станіслав Росєк, історик літератури |
| 2020 рік |
| Роман Кісь (посмертно), дисидент, філософ і громадський діяч |
| Орест Друль, редактор інтернет-видання «Збруч» |
| Хосе Турчик, громадський діяч |
| 2021 рік |
| Юрій Щербак, письменник, доктор медичних наук |
| Андрій Піонтковський, політолог, член Міжнародного ПЕН-клубу, дисидент |
| Петро Рихло, перекладач, літературознавець |
| Тарас Компаніченко, композитор, кобзар, лідер гурту «Хорея Козацька» |

## Відзнака «За добру справу»
2003
- Олександру Коваль — президент Форуму видавців у Львові
- Володимир Сивохіп — композитор та музикант

2004
- Іван Малкович, поет, головний редактор видавництва «А-Ба-Ба-Га-Ла-Ма-Га»
- Юрій Іздрик, письменник, головний редактор часопису «Четвер»
- Тарас Чубай, співак

2005
- Ірина Волицька, режисер, автор проекту «Театр у кошику»
- Роман Ревакович, композитор, диригент, громадський діяч
- Маркіян Іващишин, громадський діяч

2006
- Маркіян Бедрій — громадський діяч, підприємець
- Роман Стельмащук — музикознавець, композитор

2007
- Петро Рихло — перекладач
- Валерій Ковтун та Іван Монолатій — автори проекту «Серія альбомів: Коломия у давній поштівці»

2008
- Віра Меньок — за створення мистецького Фестивалю Бруно Шульца

2011
- Мар'яна Савка — поетеса, головний редактор і співзасновник «Видавництва Старого Лева»
- Анджей Хлопецький — музичний критик, мистецький керівник фестивалю сучасної музики «Оксамитна куртина»

2015
- Іоланта Пришляк — директор оркестру INSO (Львів)
- Сімон Камартін — диригент (Швейцарія)

2020
- Хосе Турчик — громадський діяч, волонтер (Дрогобич)[8]